# Atilla – Isten kardja (rockopera)
Az Attila – Isten kardja egy 1993-ban bemutatott magyar rockopera, melynek zeneszerzője Szörényi Levente, dalszövegírója Lezsák Sándor volt. Első bemutatója a Margitszigeti Szabadtéri Színpadon volt, ahol eredetileg 4 előadását hirdették meg, de a közönség hatalmas érdeklődése miatt végül 16 előadására került sor abban az évadban – ez rekordot jelentett a színpad akkor 57 éves történetében. Egy év múlva, 1994 karácsonyán újabb négy előadása volt az Erkel Színház színpadán.
A rockopera, a már korábban megszületett István, a királlyal, majd a Veled, Uram! megszületésével egy trilógia részévé vált. Annak érdekében pedig, hogy még jobban illeszkedjék a trilógia történetvezetéséhez és dramaturgiájához, valamint zeneileg is, a következő években az alkotók a Zikkurat Színpadi Ügynökség felkérésére – Pozsgai Zsolt drámaíró bevonásával – némileg átdolgozták. Az új változatot 1999 nyarán mutatták be a Szegedi Szabadtéri Játékokon, majd 2002-ben Esztergomban.

## Cselekmény
|  | Alább a cselekmény részletei következnek! |

Atilla hun király a birodalmi székhelyén uralkodói fogadalmat tesz, hogy népét és országát híven szolgálja; ezt az égiek egy bűvös erejű karddal jutalmazzák. A hun birodalom ebben az időben a Rajnától a kínai nagy falig terjedt, e hatalmas terület népeinek kormányzásában pedig a hunok mellett görög, római és germán vezérek is részt vettek. Egyiküket a bizánci császár követe meg akarja vesztegetni, de az elutasítja az ajánlatot. Atilla tudomást szerez a tervezett merényletről, ezért egy udvari fogadáson megleckézteti az ármányos követet, de az életét meghagyja, az árulóvá vált hunokat viszont kivégezteti.
A király a fogadást követően haditanácsot tart, mert hírét vette annak, hogy Aéciusz római hadvezér sereggel indult a hunok ellen. Atilla már belefáradt az örökös háborúba és érzi, hogy birodalmának is békére lenne szüksége, ezért tárgyalni próbál Aéciusszal, akivel hajdan együtt harcolt a burgundok ellen. Bár sikerül szót érteniük, seregeik így is megütköznek, a csata viszont eldöntetlenül végződik, egyik félnek sem hozza meg győzelmet, ráadásul mindkét oldalon komoly véráldozattal jár. Közben Attila távollétében az asszonyai odahaza egymással is vetélkednek, két fia pedig alig várja, hogy trónra kerülhessenek, és a Kardtól remélik a biztató jelet, hiába. Attila ekkor érkezik meg az udvarba, ahol egyből felismeri, hogy alvezéreinek egyike, a görög Önögész hűtlenné vált az irányában, ezért száműzi őt. Réka királyné az átélt vitáktól és az udvari cselszövésektől megviselve holtan esik össze.
Hamarosan Atilla újabb hadjáratba vág bele, hogy megszilárdítsa birodalmát, és Róma ellen indul. Ott azonban elébe járul Leó pápa, a nyugati egyház feje, és kéri, hogy a hunok kíméljék meg a várost. Az uralkodó előtt megjelenik maga Jézus is, és látomásban parancsolja meg Róma megkímélését Atilla számára; ő ezt meg is fogadja, döntését viszont a környezete a gyengeség jelének véli. Hazavonulva Atilla a Ruilával kötött nászát ünnepli, amikor váratlanul ő is meghal. Halála után azonnal belháború indul vezérei és fiai között, akik sorra elesnek véres küzdelemben. Csak Csaba marad életben, akinek kezében egyszerre felizzik a pásztorfiú által neki átadott kard. Csaba végül megismétli apja fogadalmát
|  | Itt a vége a cselekmény részletezésének! |

## Közreműködők

### Szereplők
Az 1993-as ősbemutató szereplői
- Atilla, a hunok és germánok fejedelme: Vikidál Gyula
- Önögész, a bizánci görög származású hun hadvezér: Nagy Feró
- Nemere, hun törzsfő: Varga Miklós
- Guntár, germán törzsfő: Vértes Attila
- Aëtius, nyugat-római hadvezér: Sasvári Sándor
- Leó, római pápa: Begányi Ferenc
- Jézus: Daróczi Tamás
- Harsány, vak regélő: Deák Bill Gyula
- Gyölte, a tá'tos: Balogh Márton
- Réka, "bíbor alkony úrnője": Kovács Kati
- Krimhilda, burgund hercegnő: Kováts Kriszta
- Ruila, erdőelvi udvarhölgy: Varga Klári
- Ellák, Atilla elsőszülött fia: Rudán Joe
- Gyengizik, Atilla második fia: Mr. Basary
- Csaba, Atilla harmadik fia: Kalapács József
- Oresztész, birodalmi hivatalnok: Csengeri Attila
- Margosz, kelet-római püspök: Makrai Pál
- Vigilász, összeesküvő bizánci diplomata: Földes Tamás
- Pásztorgyermek: Antal Tibi
- Testőr: Csendes László
- Lovas hírnök: ?
- Úr, a Mindenható hangja: Ütő Endre
- Nimrud, őshang: Czikéli László

Az átdolgozott változat szereplői:
- Atilla: Gazdag Tibor
- Önögész: Kaszás Attila
- Guntár: Németh Attila
- Réka: Pápai Erika
- Krimhilda: Kováts Kriszta
- Ruila: Auksz Éva
- Ellák: Tóth Sándor
- Gyengizik: Bot Gábor
- Csaba: Feke Pál
- Harsány: Gerdesits Ferenc
- Gyölte: Balogh Márton
- Zerkón: Jegercsik Csaba
- Aétiusz: Csengeri Attila
- Leó pápa: Gurbán János
- Theodóziusz: Makrai Pál
- Vigilász: Földes Tamás
- Pásztorgyerek: Ivanics Attila
- Nimrud hangja: Domahidy László

### Alkotók
Az átdolgozott változat alkotói:
- Zeneszerző: Szörényi Levente, Bródy János
- Rendező: Iglódi István
- Díszlet: Csikós Attila
- Jelmez: Rátkai Erzsébet
- Koreográfus: Román Sándor
- Karoigazgató: Fekete Mari
- Zenei szerkesztő: Szörényi Szabolcs
- Hang: Pánczél Lajos, Kubcsik Bertalan